# Culex ocossa
Culex ocossa är en tvåvingeart som beskrevs av Dyar och Frederick Knab 1919. Culex ocossa ingår i släktet Culex och familjen stickmyggor. Inga underarter finns listade i Catalogue of Life.